# Калдана ди Сопра (Сијена)
Калдана ди Сопра је насеље у Италији у округу Сијена, региону Тоскана.
Према процени из 2011. у насељу је живело 39 становника. Насеље се налази на надморској висини од 235 м.